# Bell UH-1 Iroquois
Bell UH-1 Iroquois, Huey, är en mångsidig amerikansk helikopter, tillverkad av Bell Helicopter och är sannolikt mest känd från Vietnamkriget. UH-1-familjen ersattes av UH-60 Black Hawk. Omkring 16 000 UH-1 i olika modeller har blivit producerade. Den är tillsammans med Black Hawk troligen den mest kända helikoptern någonsin.

## Användare
- Albanien
- Argentina
- Australien
- Bangladesh
- Bolivia
- Bosnien och Hercegovina
- Brasilien
- Bahrain
- Chile
- Colombia
- Costa Rica
- Dominikanska republiken
- El Salvador
- Ecuador
- Etiopien
- Filippinerna
- Grekland
- Georgien
- Guatemala
- Honduras
- Indonesien
- Iran
- Irak
- Israel
- Italien
- Jamaica
- Japan
- Jemen
- Jordanien
- Kambodja
- Kanada
- Nordmakedonien
- Marocko
- Mexiko
- Norge
- Nya Zeeland
- Österrike
- Pakistan
- Panama
- Papua Nya Guinea
- Paraguay
- Peru
- Saudiarabien
- Serbien
- Singapore
- Somalia
- Spanien
- Sydkorea
- Tanzania
- Thailand
- Tunisien
- Turkiet
- Tyskland
- Uganda
- Uruguay
- USA
- Venezuela
- Vietnam
- Zambia
- Zimbabwe